# Station Warszawa Wschodnia Towarowa
Station Warszawa Wschodnia Towarowa is een spoorwegstation in het stadsdeel Praga in de Poolse hoofdstad Warschau.